# Gaudissart II
Gaudissart II é um conto de Honoré de Balzac publicado em 1844 em La Presse sob o título de Un Gaudissart de la rue Richelieu, depois editado em volume no mesmo ano por Hetzel. Em 1846, figura nas Cenas da vida parisiense da edição Furne da Comédia Humana.

## Enredo
Gaudissart (filho do genial caixeiro-viajante Félix Gaudissart que, em História da Grandeza e da Decadência de César Birotteau, contribui com a recuperação da casa Birotteau), é um "artista da venda" cujos talentos de saltimbanco não são recompensados em O Ilustre Gaudissart. Como um "parisiense na província", ele havia encontrado alguém mais malicioso que ele, mas terminou multimilionário, apesar de tudo, depois de fundar um banco.
O tipo de vendedor cheio de lábia que ele representa em um grande número de obras da Comédia Humama deu lugar a um nome genérico que designa todos os Gaudissarts existentes (e que Balzac chama de "comediantes sem o saberem". Daí o título Gaudissart II, tornado nome genérico. Diz-se um gaudissart como se diria um "enrolador", que é o caso desta cena na qual, sob o olho admirado do caricaturista Bixiou (Gaudissart é, com efeito, uma caricatura, Balzac escolheu bem seus personagens), encontra-se perfeitamente o tipo em uma venda de um chale que lembra uma comédia ou uma farsa.
Ao mesmo tempo comerciante e fabricador de chales, instalado em Paris na esquina da rua de Richelieu e da rua de la Bourse, inventor do "chale Selim", ele consegue vender esse produto "invendável" a uma inglesa muito pitoresca.
Este conto faz parte dos "divertimentos" a que Balzac se permitia às vezes a título de recreação. Mas ele abre, mesmo assim, horizontes sobre o fenômeno do comércio, dos empregados, das lojas, que Zola desenvolverá expondo as origens do consumo de massa.